# Virginia Slims of California 1988
Virginia Slims of California 1988 — жіночий тенісний турнір, що проходив на закритих кортах з килимовим покриттям Окленд-Аламеда-Каунті-Колізіум-Арена в Окленді (США). Належав до турнірів 4-ї категорії в рамках Туру WTA 1988. Відбувсь усімнадцяте і тривав з 15 до 21 лютого 1988 року. Перша сіяна Мартіна Навратілова здобула титул в одиночному розряді.

## Фінальна частина

### Одиночний розряд
Мартіна Навратілова —  Лариса Савченко 6–1, 6–2
- Для Навратілової це був 2-й титул в одиночному розряді за рік і 131-й — за кар'єру.

### Парний розряд
Розмарі Касалс /  Мартіна Навратілова —  Гана Мандлікова /  Яна Новотна 6–4, 6–4
- Для Касалс це був єдиний титул за сезон і 42-й - за кар'єру. Для Навратілової це був 4-й титул за сезон і 268-й — за кар'єру.